# Пирелли, Филиппо Мария
Филиппо Мария Пирелли (итал. Filippo Maria Pirelli; 29 апреля 1708, Ариано-Ирпино, неаполитанское королевство — 10 января 1771, Рим, Папская область) — итальянский куриальный кардинал и доктор обоих прав. Секретарь Священных Конгрегаций Тридентского Собора и резиденции епископов с июля 1763 по 26 сентября 1766. Титулярный архиепископ Дамаска с 4 февраля 1765 по 26 сентября 1766. Кардинал-священник с 26 сентября 1766, с титулом церкви Сан-Кризогоно с 1 декабря 1766.